# Veerksu oja
Veerksu oja är ett vattendrag i sydöstra Estland. Det ligger i landskapet Põlvamaa. Den är ett högerbiflöde till Mädajõgi som är ett högerebiflöde till Võhandu jõgi. Källan är sjön Leeväti järv. Ån är 18 km lång.